# Gadesælgeren fra Paris
Gadesælgeren fra Paris er en fransk stumfilm fra 1922 af Jacques Feyder.

## Medvirkende
- Maurice de Féraudy som Jérôme Crainquebille
- Félix Oudart
- Jean Forest som La Souris
- Marguerite Carré som Mme Laure
- Jeanne Cheirel som Mme Bayard
- René Worms som M. Lemerle